# 立石清重
立石 清重（たていし せいじゅう、1829年7月15日〈文政12年6月15日〉 - 1894年〈明治27年〉8月23日）は、幕末から明治時代前期にかけての日本の大工棟梁で、建築家。

## 略歴

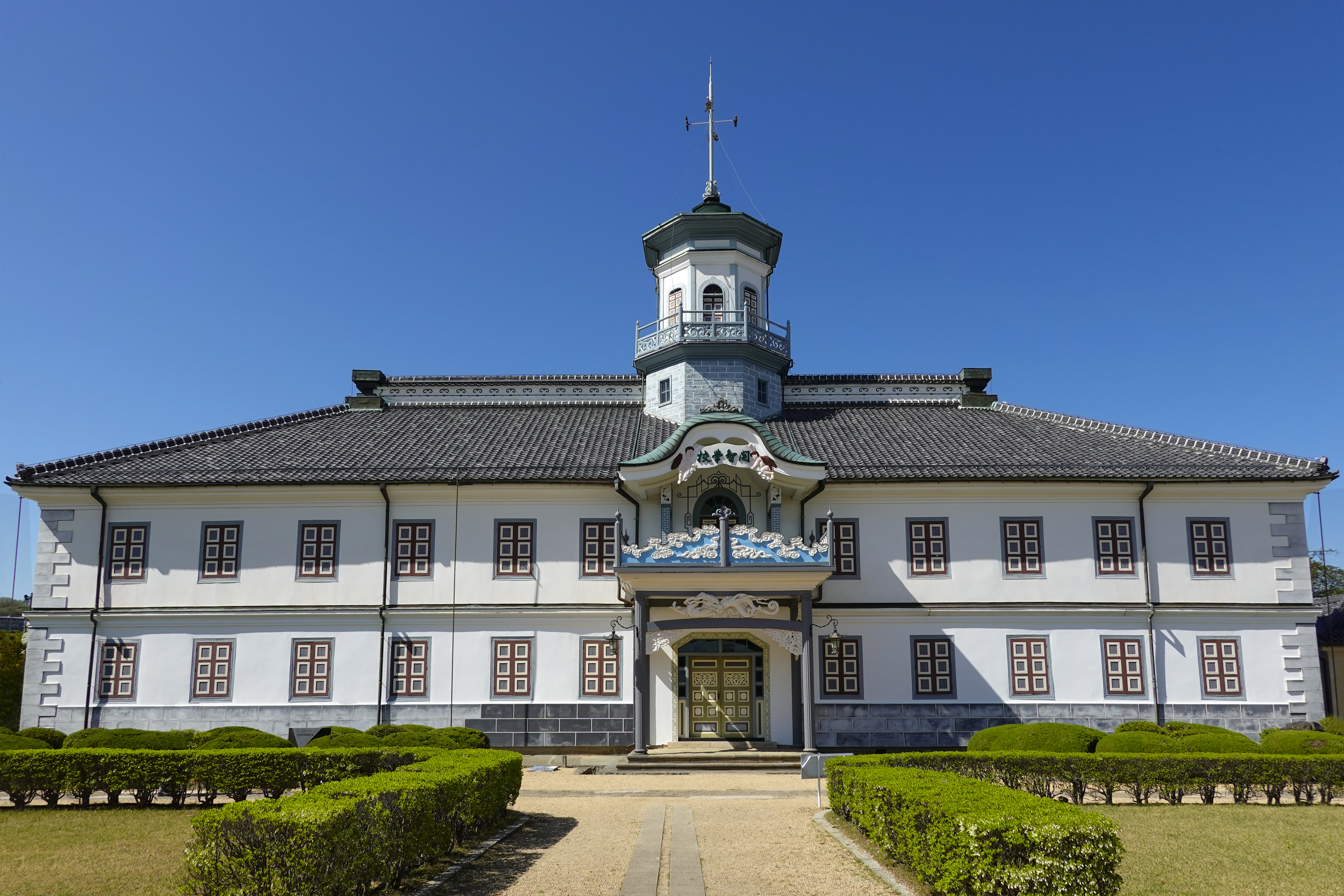
旧開智学校校舎 正面全景

幕末が迫る江戸時代末期の文政12年6月15日（グレゴリオ暦換算：1829年7月15日）、信濃国筑摩郡の松本城下にて、大工棟梁の息子として生まれる。長じて自身も大工棟梁となる。
1876年（明治9年）、学制の発布を受けた筑摩県権令（長野県県令の前身）・永山盛輝の命により、女鳥羽川沿いの松本本町にある
青龍山全久院跡地（藩校・崇教館の跡地〈※江戸時代の住所は三の丸柳町〉）に開智学校校舎を建築した。建設地の詳細は、筑摩県筑摩郡松本本町（1881年〈明治14年〉時の長野県東筑摩郡南深志町内、現在の長野県松本市中央1丁目21-3）である。なお、開智学校校舎は、藤村式建築などを参考に開成学校や東京医学校を模した擬洋風建築である。校舎としての役目を終えたのち移築され、「旧開智学校校舎」として、1961年（昭和36年）3月23日に国の重要文化財に指定された。その後2019年（令和元年）9月20日付けで国宝に指定されている。
1894年（明治27年）8月23日、66歳で死去した。

## 主要作品
- 開智学校 校舎 - 現在の旧開智学校校舎。国宝。
- 洗馬学校 校舎 [3]
- 松本裁判所 庁舎 [1] - 明治11年築の初代の裁判所庁舎（現存せず）。現存している旧松本区裁判所庁舎（重要文化財）は明治41年に司法省が建築したもので立石によるものではない。なお、旧松本区裁判所は長野地方裁判所松本支部を兼ねており、戦後も長野地方裁判所松本支部、松本簡易裁判所、長野家庭裁判所松本支部の各庁舎として利用された。[7]
- 大町裁判所 庁舎 [3]
- 長野師範学校松本支校 校舎 [3]
- 旧制東筑摩中学校 2代目校舎 - 旧制東筑摩中学校は長野県松本深志高等学校の前身。[3]
- 東筑摩高等小学校 ?代目校舎 [3]
- 長野県議会 ?代目議事堂 [1]　1887年（明治22年）12月21日に落成するも、翌22日、失火によって全焼した[3]。汽車で帰宅する途中であった清重は炎上する議事堂を車窓から見ることになったという[3]。